# دنفر ناغتس
نادي دنفر ناغتس (بالإنجليزية: Denver Nuggets)‏ هو نادي كرة سلة من دنفر، كولورادو، الولايات المتحدة الأمريكية. تأسس عام 1967.

## سجل بطولات الفريق
فاز نادي دنفر ناغتس لأول مرة بـالدوري الأمريكي لكرة السلة للمحترفين. في عام 2023 بعد وصوله للنهائي لأول مرة مواجهًا فريق ميامي هيت

## وصلات خارجية
- موقع النادي الرسمي